# 45 rpm: The Singles, 1980-1982
45 rpm: The Singles, 1980-1982 è una raccolta nel formato box set del gruppo punk inglese The Jam. Il box set contiene i nove singoli discografici rimasterizzati del gruppo pubblicati tra il 1980 ed il 1982. La confezione riproduce le copertine e gli artwork originali dei singoli.

## Tracce

### Disco 1
1. Going Underground
2. Dreams of Children
3. Away from the Numbers (live at the Rainbow)
4. Modern World (live at the Rainbow)
5. Down in the Tube Station at Midnight (live at the Rainbow)
6. Going Underground (video)

### Disco 2
1. Start!
2. Liza Radley
3. Start! (video)

### Disco 3
1. That's Entertainment
2. Down in the Tube Station at Midnight (live)
3. That's Entertainment (video)

### Disco 4
1. Funeral Pyre
2. Disguises
3. Funeral Pyre (video)

### Disco 5
1. Absolute Beginners
2. Tales from the Riverbank
3. Absolute Beginners (video)

### Disco 6
1. Town Called Malice
2. Precious
3. Town Called Malice (video)

### Disco 7
1. Just Who Is the 5 O'Clock Hero?
2. The Great Depression

### Disco 8
1. The Bitterest Pill (I Ever Had to Swallow)
2. Pity Poor Alfie/Fever
3. The Bitterest Pill (I Ever Had to Swallow) (video)

### Disco 9
1. Beat Surrender
2. Shopping
3. Move on Up
4. Stoned Out of My Mind / War